# Ludność Iłży
Iłża jest miastem, będącym siedzibą gminy Iłża w powiecie radomskim, w województwie mazowieckim. W I Rzeczypospolitej była jednym z większych miast województwa sandomierskiego. Na przełomie XIX i XX wieku powiększyła się, głównie przez umiejscowienie tutaj siedziby powiatu iłżeckiego. Wyniszczona przez dwie wojny światowe, odbudowała się w latach sześćdziesiątych i siedemdziesiątych. W 2017 roku Iłża posiadała 4832 mieszkańców, co plasowało ją na 587 miejscu w Polsce.

## Rys historyczny

### Początki miasta
Najstarsze ślady zwartego osadnictwa na terenie Iłży pochodzą z czasów wczesnopiastowskich, czego dowodem jest grodzisko zwane kopcem tatarskim w północnej części miasta. Osada w 1239 roku otrzymała prawa miejskie. Wówczas rozpoczął się rozwój miasta. Z danych świętopietrza możemy wywnioskować, że w połowie XIV wieku Iłżę zamieszkiwało około 700 mieszkańców.

### Okres staropolski
W połowie XVI wieku Iłża przekroczyła poziom 1000 mieszkańców i stała się jednym z większych miast województwa sandomierskiego. W roku 1645 Iłżę zamieszkiwało około 2050 osób. Po potopie szwedzkim i epidemiach związanych z działaniami wojennymi, liczba mieszkańców miasta zmniejszyła się do około 1000 mieszkańców. Sytuacja nie zmieniła się aż do końca XVIII wieku. W roku 1787 odnotowano 1141 mieszkańców Iłży.

### XIX wiek

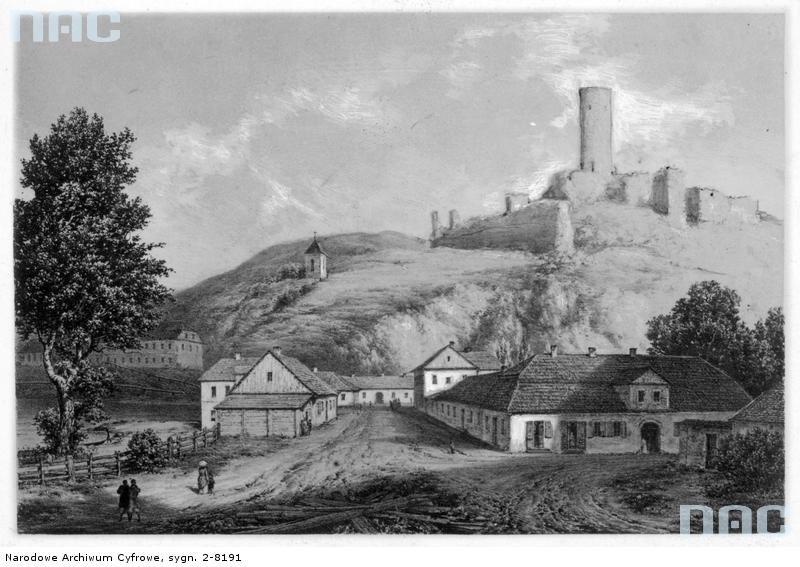
Iłża pod koniec XIX wieku

W początkach XIX wieku miasto doczekało się dwóch zakładów przemysłowych - manufaktury sukna i fabryki fajansu. Wówczas zaczęli tutaj osiedlać się Żydzi. Spowodowało to podwojenie się liczby mieszkańców w przeciągu 50 lat. Korzystnym było umiejscowienie w Iłży siedziby powiatu w 1867 roku. Mimo odebrania przez władze rosyjskie praw miejskich w roku 1870, Iłża nie zatraciła swojego charakteru. Na początku XX wieku do byłego miasta włączono przedmieścia - Piłatkę i Kotlarkę. W 1910 roku osadę zamieszkiwało już 5910 mieszkańców.

### Dwudziestolecie międzywojenne
I wojna światowa zniszczyła miasto. W roku 1916 przeniesiono siedzibę powiatu do Wierzbnika. Po odzyskaniu niepodległości liczba ludności zaczęła rosnąć, jednak nie powróciła do stanu przedwojennego. Dużą część społeczności stanowiła ludność żydowska. W 1939 roku Iłża posiadała 5200 mieszkańców, w tym 1925 narodowości żydowskiej, co daje około 37 procent.

### II wojna światowa
W czasie II wojny światowej Iłża weszła w skład Generalnego Gubernatorstwa. W mieście utworzono getto, do którego skierowano ludność żydowską z okolicznych miejscowości. W 1940 roku liczba mieszkańców wyniosła 5954. Po masowych wywózkach Żydów do obozów zagłady, a Polaków na przymusowe roboty do Niemiec oraz po akcji AB, w mieście pozostało 3678 osób.

### Okres po 1945 roku

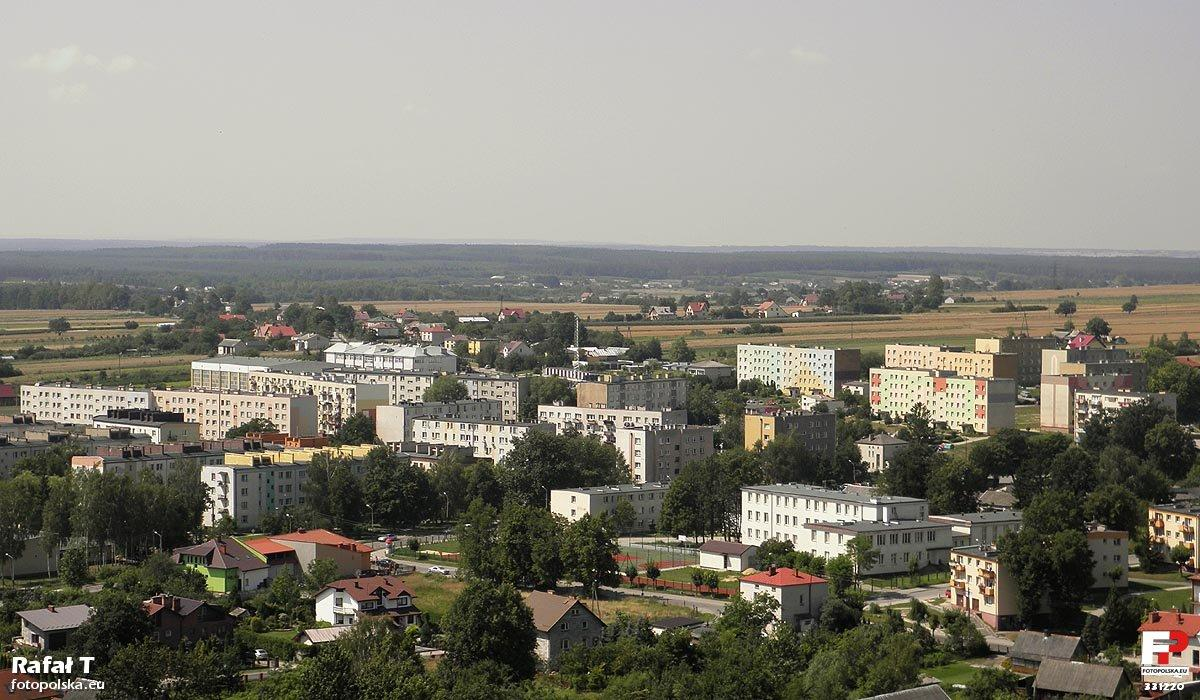
Osiedle Zuchowiec

W 1946 roku miasto liczyło 3813 mieszkańców, a 4 lata później zaledwie 3320. Dopiero w latach sześćdziesiątych i siedemdziesiątych XX wieku sytuacja ludnościowa poprawiła się. Wybudowano dwa nowe osiedla wielorodzinne: os. Stanisława Staszica i os. Zuchowiec. Od miasta odłączono Piłatkę i Kotlarkę, które nie miały charakteru miejskiego. Na wzgórzu św. Leonarda rozwinęło się osiedle domków jednorodzinnych. W 1996 roku miasto posiadało 5530 mieszkańców. Od tego czasu jednak ich liczba sukcesywnie spada. W 2017 roku wyniosła zaledwie 4832.

## Ludność w latach

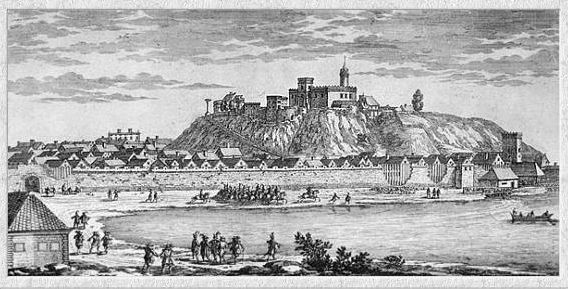
Iłża podczas potopu szwedzkiego w 1656 roku - reprodukcja sztychu Erika Dahlbergha

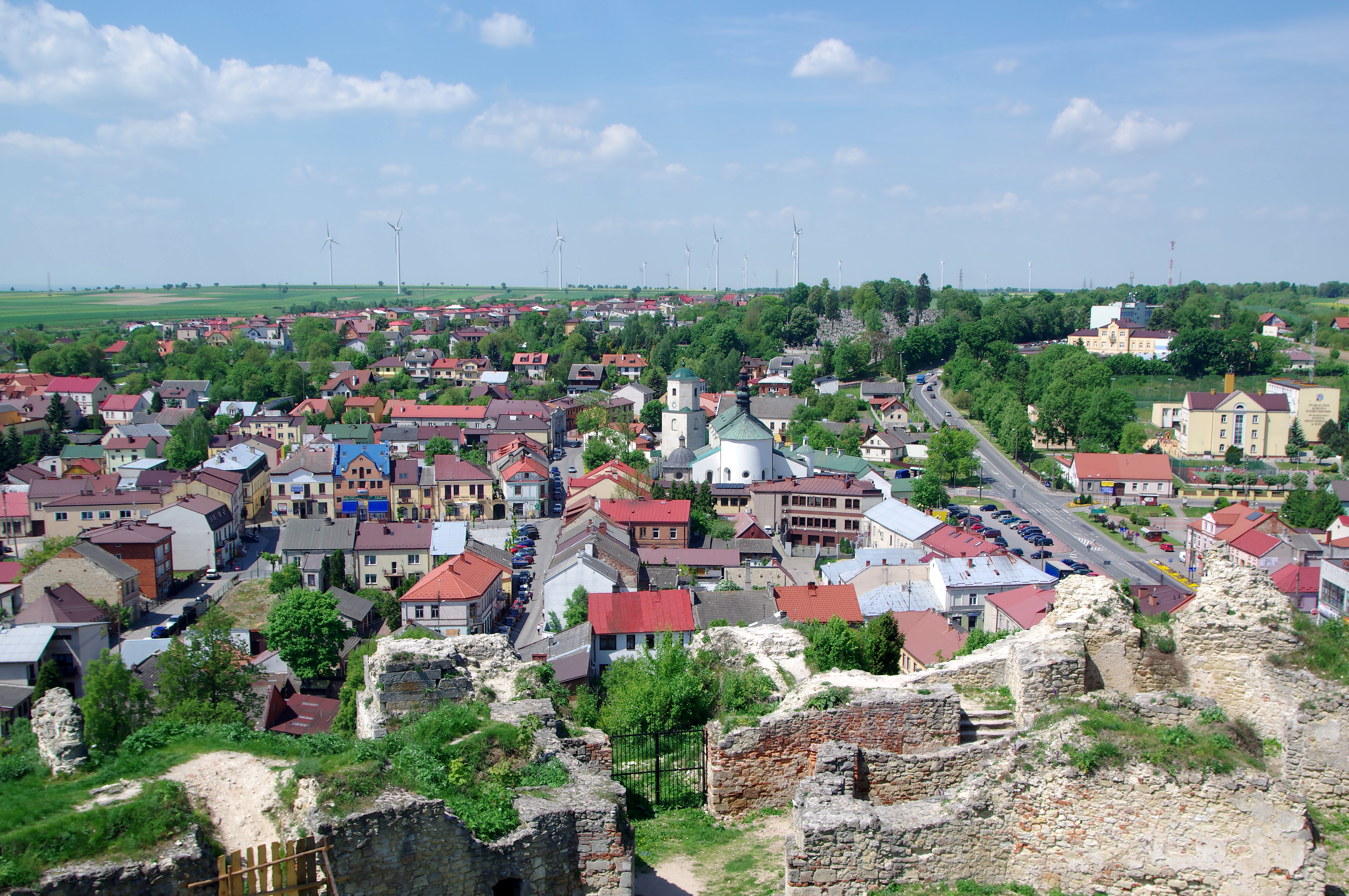
Iłża - widok z zamku

- połowa XV wieku – ok. 700
- około 1500 – ok. 800
- 1569 – ok. 1 000
- 1645 – ok. 2 050
- 1653 – ok. 1 800
- 1662 – 1 025
- 1688 – 896
- 1733 – ok. 800
- 1787 – 1 141
- 1789 – 1 012
- 1820 – 1 435
- 1827 – 1 711
- 1846 – 2 011
- 1850 – 1 943
- 1853 – 2 068
- 1855 – 2 179
- 1857 – 1 978
- 1859 – 2 108
- 1860 – 2 111
- 1865 – 2 360
- 1869 – 2 843
- 1890 – 3 858
- 1893 – 3 999
- 1895 – 4 050
- 1897 – 4 230
- 1907 – 5 713
- 1910 – 5 910
- 1914 – 5 708
- 1916 – 4 294
- 1918 – 4 954
- 1921 – 4 554
- 1931 – 5 099
- 1939 – 5 200
- 1941 – 5 954
- 1943 – 3 678
- 1946 – 3 813
- 1950 – 3 320
- 1960 – 3 812
- 1970 – 4 419
- 1975 - 4 713
- 1980 – 4 978
- 1995 – 5 493
- 1996 – 5 530
- 1997 – 5 485
- 1998 – 5 411
- 1999 – 5 226
- 2000 – 5 256
- 2001 – 5 254
- 2002 – 5 214
- 2003 – 5 223
- 2004 – 5 178
- 2005 – 5 185
- 2006 – 5 159
- 2007 – 5 140
- 2008 – 5 127
- 2009 – 5 104
- 2010 – 5 169
- 2011 – 5 155
- 2012 – 5 111
- 2013 – 5 054
- 2014 – 4 991
- 2015 – 4 947
- 2016 – 4 862
- 2017 – 4 832

### Mniejszości narodowe
W spisach powszechnych pojawiały się jako mieszkańcy osoby innej narodowości niż polska. Ich liczebność na przestrzeni lat:
Żydzi:

- 1820 – 198
- 1827 – 348
- 1860 – 542
- 1865 – 712
- 1897 – 2 069
- 1914 – 2 433
- 1921 – 1 545
- 1939 – 1 925

Rosjanie:
Głównie urzędnicy powiatu iłżeckiego i ich rodziny.
- 1897 – 67